# Gefecht bei Gisikon
Geltwil – Lunnern – Cormagnon und Bertigny – Airolo – Schüpfheim – Gisikon – Wollerau
Die Gefechte von Gisikon, Honau und Meierskappel vom 23. November 1847 bildeten die Schlusskämpfe im schweizerischen Sonderbundskrieg und wurden von den Truppen der liberalen Eidgenossen siegreich abgeschlossen. Als direkte Folge wurde Luzern, die führende Stadt des Sonderbundes, am folgenden Tag kampflos besetzt.

## Vorgeschichte
Die Eidgenossen unter dem Oberbefehlshaber Guillaume Henri Dufour (Generalstabschef Friedrich Frey-Herosé) hatten für den Krieg gegen den vom Bund abtrünnigen Sonderbund über 90'000 Mann zusammen gezogen und konnten den isolierten Kanton Freiburg bis zum 14. November durch den Einmarsch mit 25'000 Mann zur Kapitulation zwingen.
General Johann Ulrich von Salis-Soglio, der Befehlshaber des Sonderbundes, wollte die Stimmung seiner Truppen durch einen Offensivstoss in nördlicher Richtung in den Kanton Aargau heben. Zu diesem Zwecke formierte er vier Stossgruppen, deren erste am rechten Flügel gegen Kappel am Albis, die zweite auf dem linken Ufer der Reuss gegen Merenschwand und die Brücke bei Lunnern vorging. Die dritte Gruppe rückte in der Mitte über Hitzkirch und Geltwil gegen Muri und die vierte von Beromünster gegen Menziken vor. Diese Vorstösse wurden überall abgeschlagen und blieben erfolglos (→ Gefecht von Geltwil). Diese Schlappe veranlassten General Salis-Soglio zum Rückzug auf die Nordgrenze des Kantons Luzern, wo Positionen an der Linie Wolhusen-Ruswil-Neuenkirch Vorposten nach Sempach und Sursee und rechts der Reuss-Abschnitt mit dem rechtsufrigen Brückenkopf Gisikon eingenommen wurden. Die Meldung, dass General Salis-Soglio am 12. November 1847 mehrere Angriffe gegen das Freiamt unternommen hatte, gelangte schnell ins Hauptquartier der Eidgenossen nach Grolley und sorgte für die Fortsetzung energischer Operationen gegen Luzern, der Führerstadt des Sonderbundes.
General Dufour war am 16. November 1847 in Aarau eingetroffen, die dort bekannt gemachte Proklamation an die Truppen erklärte die Notwendigkeit der direkten Operationen gegen Luzern. Während dieser Konferenz traf die Meldung ein, dass eine starke Kolonne den St. Gotthard hinabgezogen und die Truppen, welche Airolo besetzt hatten, am 17. November im Gefecht bei Airolo überrumpelt und zum Rückzug nach Bellinzona gezwungen wurden.
Das Verteidigungsheer von Luzern war in zwei Divisionen gegliedert, welche zusammen mit den Reserven etwa 19'000 Mann stark waren. Unterstützt wurde sie durch den Landsturm unter Oberst Paskal Tschudi und Plazid Segesser, dessen Effektivbestand ungefähr von derselben Stärke war. Dies machte eine Gesamtstärke von etwa 40'000 Mann aus die von der March im Kanton Schwyz bis ins Entlebuch und bis Sursee die nördliche Grenze des Kantons Luzern schützte. General von Salis-Soglio hatte den Oberbefehl im östlichen Abschnitt an der Reuss übernommen und die westliche Verteidigung an der Kleinen Emme, sowie die Deckung der Stadt Luzern dem Chef seines Generalstabs, Oberst Franz von Elgger überlassen. Die Stellungen des Sonderbundes waren von Natur aus durch den Lauf der Reuss und der Emme gedeckt, im Osten waren die Stellungen an der Gisikerbrücke und im Westen an der Emmenbrücke stärker verteidigt. Die Luzerner 1. Division unter Oberst Rudolf Rüttimann deckte die östlichen Zugänge nach Luzern an der Reuss, während aussen rechts die 2. Division unter Oberst Theodor Ab-Yberg vorgeschoben wurde um die Verbindung mit dem Kanton Schwyz aufrechtzuerhalten. Stark besetzt waren die Höhen von Meierskappel und Littau, welche die Verteidigung an den äussern Kantonsteilen sicherte, ausserdem stand zahlreiche Artillerie und eines der ersten Zeughäuser der Schweiz zur Verfügung. Der erst kurz in Luzern eingetroffene österreichische Oberst Friedrich von Schwarzenberg bot an, als Freiwilliger am Kampf Anteil zu nehmen. Er hatte die durch den schnellen Abgang des Oberstleutnant Vinzenz Müller ins Tessin die Stelle eines Generaladjutanten nicht übernehmen können und wurde mit Tagesbefehl vom 22. November dem Generalstab des Sonderbundes zugeteilt.

### Aufmarsch gegen Luzern

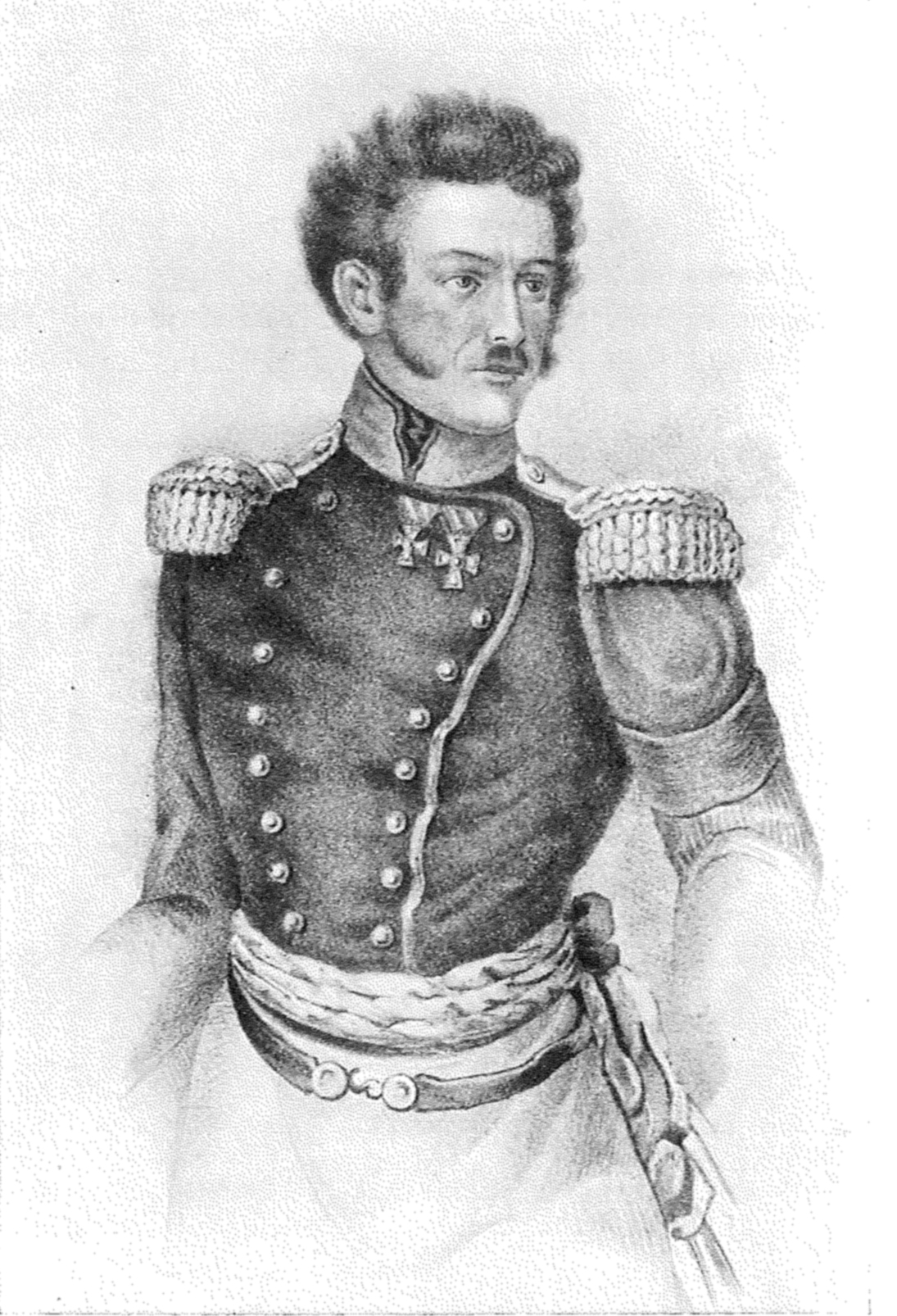
Johann Ulrich von Salis-Soglio

General Dufour beschloss mit fünf zur Verfügung stehenden Divisionen konzentrisch entlang der Täler des Entlebuch vom Westen und von Norden und Nordosten in den Kanton Luzern einzurücken. Der Hauptangriff sollte zwischen dem Reuss-Abschnitt und dem Zugersee stattfinden, um den Kanton Schwyz von Luzern und den Sonderbund zu trennen. Der rechte Flügel soll sich bei starkem Widerstand auf blosse Demonstration beschränken, ansonsten versuchen den Vormarsch an die Reuss zu forcieren und Fluss-Übergänge in die Hand zu bekommen. Die 2. Division unter Oberst Johannes Burkhardt hatte das Hauptquartier in Langenthal, die 3. Division unter General Peter Ludwig von Donatz in Zofingen und die Berner Reservedivision unter Oberst Ulrich Ochsenbein in Sumiswald aufgeschlagen. In der Mitte sollte die 4. und die 5. Division den Hauptangriff führen, die Artillerie-Reserve wurde gegen den Reuss-Brückenkopf bei Gisikon konzentriert, welcher die direkte Strasse von Muri nach Luzern versperrte. Auf diese Weise war der Teil des luzernischen Gebietes, welcher in die Kanton Bern und Aargau hineinreicht, von allen Seiten umschlossen, und eine eigene Offensivbewegung unmöglich gemacht. Die 3. Division unter General Donatz sollte über Sursee und das Tal von Hitzkirch gegen Inwil vorgehen und dort den Fluss mittelst einer mitgeführten Birago-Brücke überschreiten. Sie sollte dann die rückwärtigen Verbindungen der Truppen des Sonderbundes beschiessen, welche Honau und Gisikon verteidigten. Von Beromünster aus sollte die 3. Division eine ihrer Brigaden mit Artillerie über Hildisrieden und Rothenburg gegen Emmenbrücke abschicken, um sich mit der 2. Division zu verbinden und beim Angriff auf diese Brücke mitzuwirken, die nur dreiviertel Stunden von Luzern entfernt ist. Die zwei andern Brigaden dieser Division sollten, nachdem sie Inwil erreicht haben, links abschwenken und sich mit den gegen Gisikon marschierenden Truppen vereinigen. Die 3. Division hatte die spezielle Aufgabe, die Angriffe auf die Brücke bei Gisikon und die Emmenbrücke, durch einen eigenen Flussübergang zwischen diesen beiden Punkten, zu unterstützen. Die 5. Division unter Oberst Dominik Gmür von Cham aufbrechend, sollte sich über Risch gegen Meierskappel, am Osthang des Rooterbergs wenden, wo der Zugersee den Raum verengt und wo der rechte Flügel des Sonderbundes auslief.
Am 20. November, begab sich General Dufour nach Aarburg um die allgemeinen Direktionen mit den Kommandanten der 2. und 3. Division zu besprechen. Den Obersten Ziegler und Gmür wurde nachdrücklich auf die Wichtigkeit ihrer Operationen hingewiesen, von denen der Erfolg des gesamten Angriffs abhing.
Am 21. November kamen zwei Abgeordnete des Kantons Zug mit Vorschlägen ihrer Behörde in Aarau an; sie verhandelten über eine Teilkapitulation und trennten sich vom Sonderbund, ehe es durch Kämpfe dazu gezwungen war. Die eidgenössischen Truppen rückten unmittelbar darauf von Norden her in Zug ein, wodurch die Bewegungen der 5. Division  erleichtert und beschleunigt wurden. Ansonsten hätte sie vor ihrem Marsch auf Luzern sich der Orte Zug und Cham bemächtigen und hinter der Lorze Beobachtungstruppen zurücklassen müssen. Am folgenden Tage wurde das Hauptquartier der Eidgenossen nach Muri vorverlegt. Am 22. November waren die isoliert stehenden Divisionen Ochsenbein und Donatz durch Besetzung von Willisau, Sursee und Hitzkirch näher an die Hauptmacht herangekommen und die offenen Verbindungen an den Flanken hergestellt. Die 2. Division unter Burkhardt bemächtigte sich der Brücke bei Wolhusen und reichte der Berner Division die Hand, die von nun an nicht mehr isoliert stand. Oberst Burkhardt rekognoszierte an den Ufern der Emme und bereitete sich auf den Angriff auf das Dorf Littau vor.
Die 3. Division unter Donatz, welche von Hitzkirch nach Inwil herunterkam, konnte die geplante Brücke über die Reuss nicht schlagen; das Material konnte erst am nächsten Tage an Ort und Stelle anlangen. Der Kommandant der 4. Division, Oberst Paul Karl Ziegler und sein Stab benutzte diesen Tag, um eine Rekognoszierung bis Kleindietwil und fast im Angesicht des Brückenkopfs von Gisikon auszuführen. Mehrere Brücken waren über die Reuss zu schlagen, um neue Verbindungen zwischen den Divisionen herzustellen, und der diesseits des Flusses stehenden 4. Division zu gestatten, so viel Truppen als nötig zur Unterstützung der 5, und zum Zweck der Wegnahme der gegnerischen Stellungen bei Honau, sowie beim Eintritt in den Engpass zwischen der Reuss und dem Rooterberg, auf das rechte Ufer zu werfen.

### Gefecht bei Gisikon und Honau

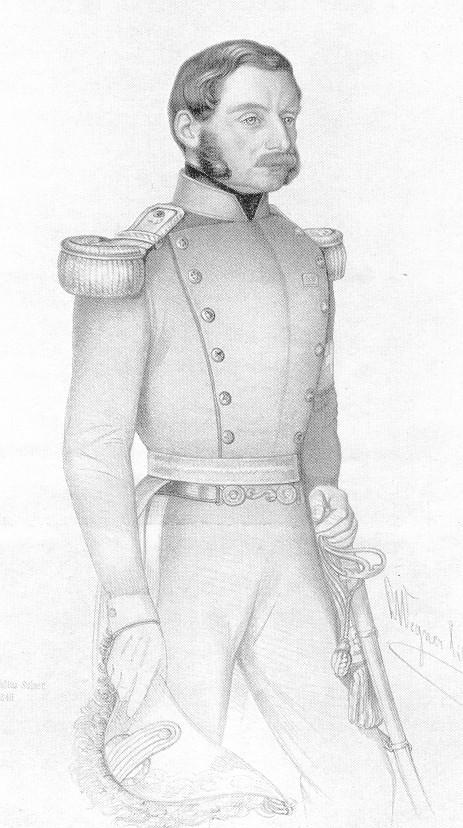
Oberst Paul Karl Ziegler

Am 23. November verliessen sämtliche Truppen ihre Feldlager um die Sonderbundstruppen gleichzeitig an allen Positionen anzugreifen. Am Abend davor hatten Genietruppen der 4. Division (Ziegler) eine Notbrücke über den Reuss bei Sins hergestellt. Gegen 7 Uhr früh setzte zuerst die 1. Brigade unter Johann Konrad Egloff über den Fluss. Dann marschierten die Zürcher Bataillonen unter Ginsberg, Zuppinger, Benz, Basler und dem Aargauer-Bataillon Häusler voraus über Hünenberg parallel zur Reuss nach Bächtwil. Die Brücke für die 2. Brigade unter Oberst Balthasar König, die bei Eyen unweit Dietwil übergehen sollte, war noch im Bau. Ihr Übergang verzögerte sich um zwei Stunden, aber bald schloss auch sie mit den Bataillonen Fest, Berner, Ernst, und Benzinger sowie der Thurgauer-Scharfschützenkompagnie (Hanhart) nach Bächtwil auf.
Aus dem Raum Cham begann gleichzeitig die 5. Division unter Oberst Gmür ihren ungehinderten Vormarsch und suchte nach rechts gegen Holzhäusern den Anschluss an die Brigade Egloff. Sie schlug den Weg über Buonas, Meierskappel gegen Udligenswil ein, um die Stellungen des Sonderbundes auf dem Rooterberg nach Süden zu umgehen.

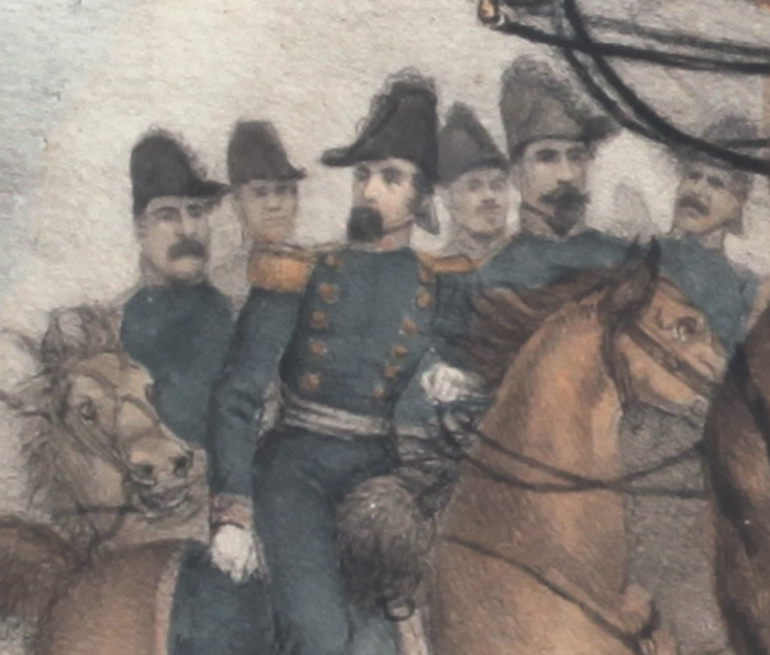
Johann Konrad Egloff (dritter von links) auf einem zeitgenössischen Gemälde

Gegen 9 Uhr hatte sich die 4. Division geteilt und operierte jetzt auf beidseitig der Reuss, der Schwerpunkt lag aber weiterhin am rechten Ufer: Die Brigade Müller, bestehend aus dem Bataillon Martignoni, der Scharfschützen-Kompanie Blumer sowie der Solothurner Kavalleriekompagnie blieben auf dem linken Reussufer, um über Kleindietwil vorzurücken und den Brückenkopf Gisikon vom anderen Flussufer anzugreifen und vom Hauptangriff der Brigade Egloff auf dem jenseitigen Ufer abzulenken. Vor der Gisiker Brücke war die Strasse durch einen Verhau von Baumstämmen gesperrt; die einfachen Erdschanzen befanden sich auf beiden Seiten der Landstrasse, waren aber nach der Rückseite offen und konnten über den Rooterberg umgangen werden. Die Erdwälle von Gisikon waren stark mit Geschütz verstärkt, die Luzerner und Unterwaldner hatten dort aus über den Rooterberg eine fortlaufende Kette bis nach Meierskappel gebildet, die mit Scharfschützen und Landsturm gesichert war.
General von Salis-Soglio befahl die in Gisikon stehende Artillerie das Feuer auf die nach Dietwil vorrückende Brigade Müller zu richten. Die Brücke von Gisikon wurde bereits durch heftigstes Feuer eingedeckt, die Batterie Schwyzer musste hinter Gisikon zurückgenommen werden. Gleichzeitig begann die vorgeschobene luzernische Batterie Mazzola aus der Höhe ausserhalb Honau zu feuern, um die aus dem Walde heraustretende vorderste Kolonne Zieglers, welche links gegen Holzhäusern einschwenkte, zu stoppen. Im folgenden Artilleriegefecht antwortete die Berner 12-Pfünder-Batterie Moll und die Reserveartillerie vom linken Reussufer. Die luzernische Artillerie musste sich ins Dorf Honau zurückzuziehen, wo sie sich zwischen den Häusern aufstellte und das Feuer gegen die anrückende Infanterie wieder fortsetzte. Jetzt wurde auch der Kanonendonner der östlicher stehenden und gegen Meierskappel vordringenden 5. Division unter Gmür vernehmbar.
Die 2. Brigade (Balthasar König) überschritt links oberhalb der Vinzenmühle beim Rothenkreuz die Landstrasse und marschierte von dort mit vorgezogener linker Flanke die Abhänge des Rooterberges hinauf. Auf den Hängen des Rooterberges entspannen sich bereits Tirailleurgefechte. Oberst Ziegler stellte sich persönlich an die Spitze seiner stürmenden Jäger und brachte die feindlichen Plänkler zum Weichen; die Batterien Rust, Schwyzer und Müller konnten das Geschützfeuer des Sonderbundes niederhalten. Fast eine Stunde lang konnte derweil bei Honau die in der Schanze aufgestellte Batterie Mazzola mit ihren auf einer Distanz von 400 bis 500 Schritten gerichteten Feuer gegen vier Batterien vor ihrer Front standhalten, wozu noch gegen ihre linke Flanke die auf ein Kilometer entfernt feuernde 12-Pfünder-Batterie auf dem linken Reuss-Ufer einwirkte. In Gisikon sollte die geplante Vereinigung mit den von Dietwil operierenden Truppen stattfinden; alle Bataillone der Brigade Egloff standen bereits im Feuer. Die Bataillone Ginsberg und Häusler, unterstützt von der Solothurner Batterie Rust drangen dann in Honau ein und verfolgten nach Gisikon. Das Aargauer Bataillon Häusler hatte mit 8 Toten und 36 Verwundeten bisher die schwersten Verluste.

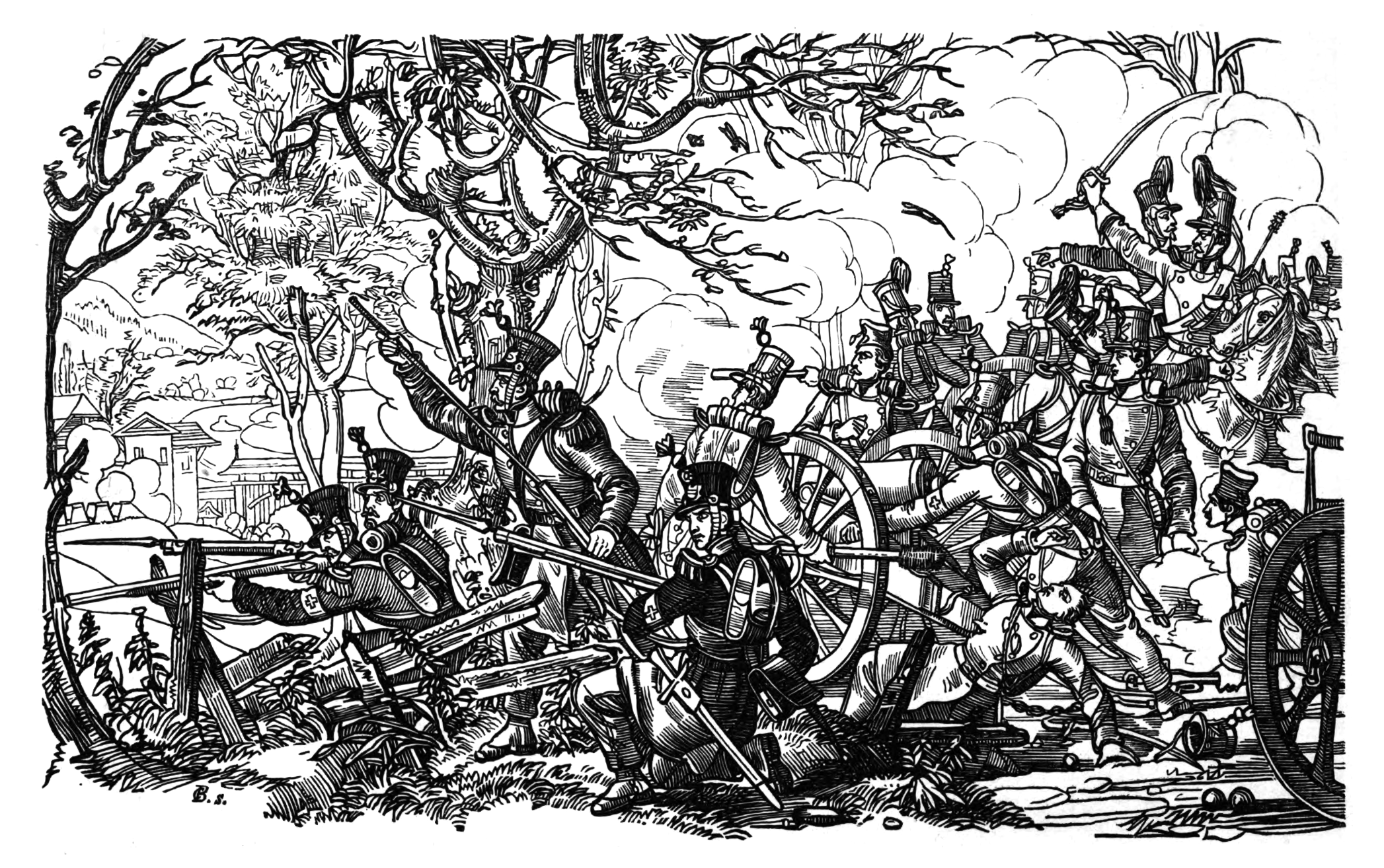
Einsatz der Batterie Rust bei Gisikon

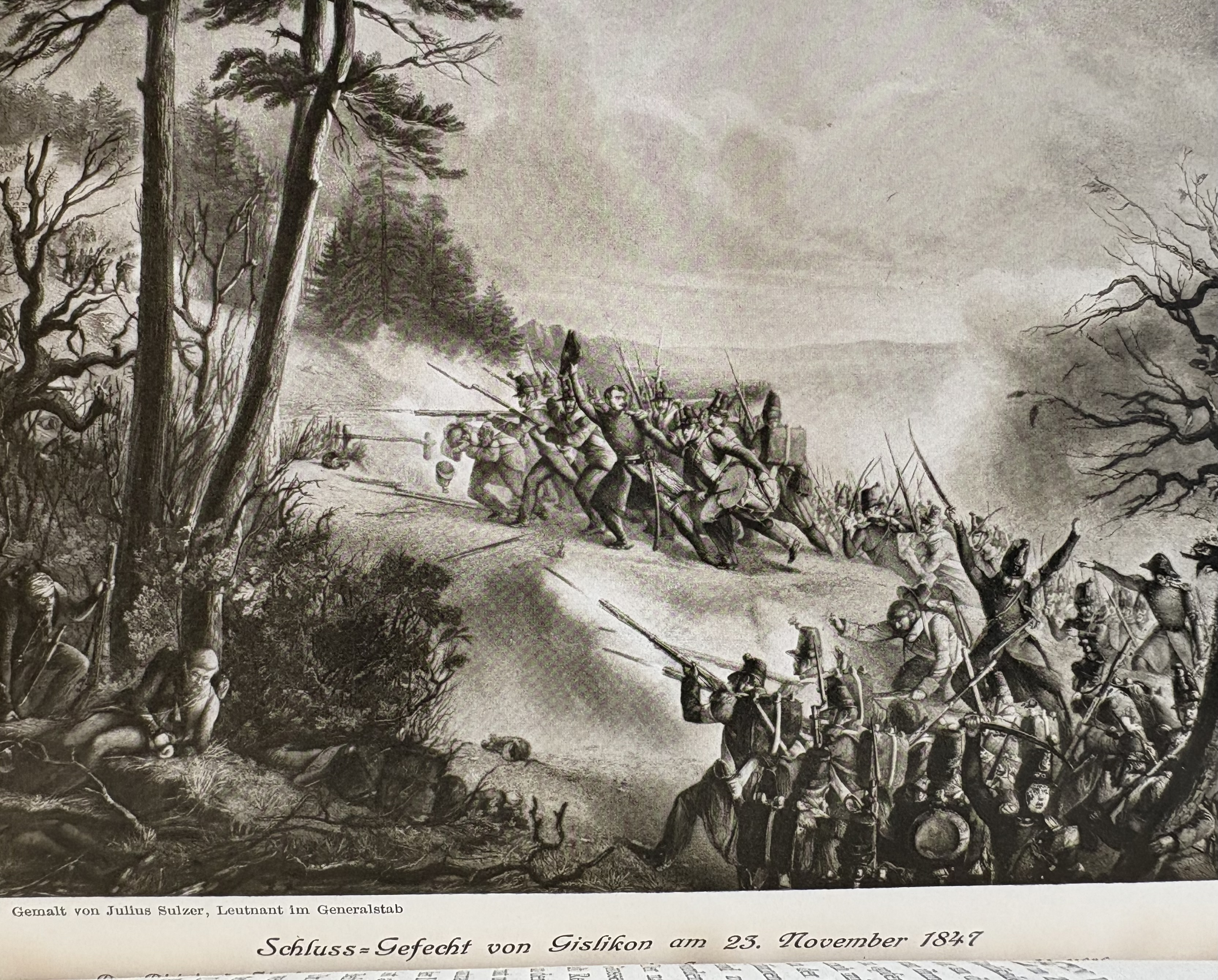
Schlussgefecht

Die Batterien Mazzola und von Moos erwiderten infolge das Feuer wirksam gegen die Batterie Rust. Darauf machten die luzernische Jägerkompagnie Pfyffer-Fehr und das Bataillon Meyer-Bielmann erste Gegenangriffe, wobei die Stellung der Batterie Rust unhaltbar wurde und hinter die Gefechtslinie zurück musste, um sich neu zu ordnen. Nun richtete sich das Feuer der Sonderbündler vorzüglich gegen die Bataillone Häusler und Bänziger. Beide erlitten bedeutende Verluste. Der in Mitte des Appenzeller Bataillons Bänziger stehende Divisionsadjutant Oberstleutnant Siegfried konnte das weichende Bataillon nicht halten. Besser hielt sich das Bataillon Häusler, bei welchem sich der Brigadekommandant Egloff aufhielt. Durch den Rückzug des Bataillons Bänziger war eine Lücke entstanden, welche bald von den nachrückenden Bataillonen Morf und Scherrer aufgefüllt wurde. Oberst Egloff liess zusätzlich die Berner 12-Pfünder-Batterie Moll vorrücken, welche in die Höhenposition einrückte, die zuvor die Batterie Rust wieder aufgegeben hatte. Nun eröffneten diese rechts von Honau herab, die Batterie Zuppinger und die halbe Batterie Ringier von Dietwil herüber, heftiges Gegenfeuer.
Die Positionen des Sonderbundes von Gisikon und Meierskappel von Kleindietwil und Risch wurden jetzt von drei Brigaden der 4. Division und zwei Brigaden der 5. Division sowie einer Reservebrigade angegriffen. Zu dieser Zeit befehligte General von Salis selbst in der Schanze des Sonderbundes, während er die Mannschaft aufmunterte, traf ihn eine Kartätschenkugel an der rechten Schläfe und er fiel zeitweilig zu Boden, doch noch verliess er seine Truppen nicht. Der Batterie Moll folgten zusätzlich die Batterien Müller und Schwyzer, was den Eidgenossen vor Gisikon die völlige Überlegenheit brachte.

### Gefecht bei Meierskappel
Das Hauptquartier der 5. Division unter Gmür lag in der Nacht vom 22. auf 23. noch in Cham. Der übergelaufene Kanton Zug war bereits durch eine zürcherische Reserve-Brigade besetzt worden. Die 1. und 2. Brigade unter Ritter und Isler (5. Division) waren zum Angriff auf das Dorf Meierskappel bestimmt, welches auf einem Hügel am Osthang des Rooterberges lag. Dort verteidigte das Bataillon des Oberstleutenant Dober, der rechte Flügel war gegen Buonas ausgedehnt, der linke Flügel bei Ibikon gegen den Abhang des Rooterbergs angelehnt. Um 9 Uhr vormittags begann der Kampf und dauerte fortwährend bis um 2 Uhr nachmittags an. Das gegnerische Divisionskommando unter Oberst Theodor Ab-Yberg hielt die Position von Meierskappel für gut gesichert, doch sandte man noch Truppen unter Oberstleutnant Müller, um mit drei Kompagnien Landwehr den Truppen des Major Dober Entlastung zu verschaffen.
Die Brigade des Oberst Johann Ulrich Ritter richtete den Angriff gegen die inneren Flügeln der beiden Schwyzer Bataillone Dober und Beeler, während das Bataillon Brunner, von Genietruppen des Hauptmann Bürkli begleitet, am äusseren linken Flügel am Rooterberg vordrang. Die wenigen Schwyzertruppen hielten sich anfangs noch, doch um 13 Uhr war deren Linie in der Mitte durchbrochen. Das Bataillon Dober hielt noch bis gegen 15 Uhr stand, als es durch die Kanonade und die feindliche Übermacht bedrängt, kämpfend zurückgehen musste. Die Brigade Ritter machte dann im Dorf Meierskappel einen kurzen Halt. Die Brigade Isler hatte am rechten Flügel auf ihrem Wege über Böschenroth drei Hügelreihen bis an den Fuss des Kiemen zu überschreiten, welche alle drei vom Schwyzer Bataillonen Beeler und Landsturm besetzt waren, die sich in der Nähe der Tellskapelle vereinigt hatten und zur Verteidigung der Höhen wieder vorgerückt waren. Das Bataillon Beeler und die Kompagnie Abegg musste sich auf den Chiemen zurückziehen. Dadurch wurde der Pass über Meierskappel frei.
Die 2. Brigade unter Oberst Johann Isler wurde vorgezogen und verfolgte den Gegner dann in erster Linie gegen die Höhen von Udligenschwil. Kaum hatte sie den Ort Meierskappel durchzogen, als sich auf dem Rooterberg ein neues Tirailleursfeuer entfachte. Der verwundete General von Salis befahl um 15 Uhr noch den Rückzug nach Ebikon und übergab dann an den Fürsten von Schwarzenberg. Die bei der Michaelskapelle stehenden Sonderbundskompagnien des Bataillons Segesser nebst dem Landsturm unter Oberst Tschudi leisteten letzten Widerstand und versuchten sich ihre Rückzugslinie freizukämpfen. Ein Teil der freiwilligen Scharfschützen von Hochdorf und der zurückweichende Landsturm zogen sich kämpfend über Adligenschwil nach Luzern zurück.

## Folgen
Allein in den Kämpfen von Honau und Gisikon hatten die eidgenössischen Truppen 34 Tote und 83 Verwundete. Die Zahl der auf dem Schlachtfelde Gefallenen betrug auf Seite des Sonderbundes 12, die der Verwundeten 45 Mann.
Am Abend des 23. November war die eidgenössische Armee im Westabschnitt auch Herrin des Entlebuch, im Besitz von Wolhusen an der Emme, von Root und Adligenschwil jenseits der Reuss. Die Stadt Luzern stand nun offen dar und war nunmehr auf sich selbst angewiesen. Jeder effektive Widerstand war dem Sonderbund nicht mehr möglich. Deshalb sandte noch in der Nacht des 23. der Chef des Generalstabs, Franz von Elgger in Abwesenheit des verwundeten Generals Salis, der sich nach Flüelen eingeschifft hatte, einen Parlamentär ins Hauptquartier und liess um einen Waffenstillstand bitten.
Die Übergabe von Luzern wurde angenommen, die eidgenössische Fahne wurde auf den Haupttürmen der Stadt ausgehängt. Die Truppen unter Dufour zogen am 24. November um 1 Uhr nachmittags von verschiedenen Seiten mitten am Tage und fast gleichzeitig in die Hauptstadt des Sonderbunds ein. Sofort nach seinem Einzug schrieb der General an die Regierungen von Schwyz, Uri und der beiden Unterwalden, um sie zum Aufgeben des Sonderbundes zu veranlassen. Seine Vorschläge fanden Gehör: am 25., 26. und 27. November wurden ähnliche Vereinbarungen wie die in Luzern unterzeichnet. Mit der kampflosen Besetzung des Kantons Wallis durch eidgenössische Truppen am 29. November war die Auflösung des Sonderbundes vollzogen.
Der kurze Sonderbundskrieg (25 Tage) forderte weniger Opfer als der Zweite Freischarenzug im Jahr 1845. Nach neueren Untersuchungen gab es 60 Tote und 386 Verwundete bei den Landtagstruppen, 33 Tote und 124 Verwundete beim Sonderbund, insgesamt damit 93 Tote und 510 Verwundete. Nach dem Krieg rechnete der Landtag die Kosten den Besiegten und den Neutralen zu: Die Summe belief sich auf 6,18 Millionen Franken (ein Saldo von 2,2 Millionen wurde 1852 aufgegeben).